# Набил Еженави
Набил Еженави (на френски: Nabil Ejenavi) е алжирски футболист, който играе като полузащитник. На 24 октомври 2016 г. се присъединява към отбора на Оборище (Панагюрище).